# Каришик, Таня
Таня Каришик (босн. Tanja Karišik, род. 23 июля 1991[…], Сараево) — биатлонистка и лыжница из Республики Сербской, выступает за Боснию и Герцеговину. Серебряный призёр этапа Кубка IBU 2010 года по кросс-биатлону. Участница трёх Олимпийских игр.

## Биография
Таня Каришик родилась 23 июля 1991 года. Помимо занятий спортом является учителем. Владеет боснийским и английским языками.

## Карьера
Начала заниматься лыжными гонками в 2003 году. Выступает за лыжный клуб Romanija, её клубным тренером является Томислав Лопатич.

### Биатлон
Участница многих чемпионатов мира и Олимпийских игр. Своими результатами не блещет, обычно располагаясь на нижних строчках протоколов. Выше 88-го места Карисик на этапах кубка мира по биатлону не поднималась. На Олимпиаде 2010 года в Ванкувере Таня Каришик заняла 87-е место в спринте и не прошла в гонку преследования. Она участвовала в индивидуальной гонке с четырьмя огневыми рубежами, но не сумела дойти до финиша. На чемпионате мира 2011 года в Ханты-Мансийске стала 100-й в спринте и 89-й в индивидуальной гонке. В 2012 году на чемпионате мира в Рупольдинге заняла 109-е места и в спринте, и в индивидуальной гонке. В 2013 году в Нове-Место стала 89-й в индивидуальной гонке, а в спринте была дисквалифицирована.
На Олимпиаде в Сочи заняла 75-е место в спринтерской гонке и не прошла в гонку преследования, куда попадают 60 лучших спортсменов. На тех же Играх приняла участие в индивидуальной гонке, но как и четыре года назад, до финиша не дошла.
На летних стартах биатлонистка выступает более успешно. Так, в 2010 году Карисик заняла второе место на этапе Кубка IBU по кросс-биатлону в словацком Брезно-Осрбли.

### Лыжные гонки
Таня Каришик также выступает в лыжных гонках, в частности на Олимпиаде в Ванкувере была 71-й в гонке на 10 км свободным стилем, а на Олимпиаде в Сочи стала 70-й в гонке на 10 км классическим стилем. Она также принимала участие на чемпионатах мира по лыжным видам спорта: в 2009 году в Либереце стала 86-й в квалификации спринта и не вошла в число 30 лучших. В 2015 году в Фалуне участвовала в гонке с раздельным стартом на 10 километров, но не финишировала. В 2017 году в Лахти завершила квалификацию спринта на 66-м месте. В 2018 году в Пхёнчхане участвовала на третьих для себя Олимпийских играх, заняв 65-е место в гонке на 10 км с раздельным стартом свободным стилем.